# Doris Kearns Goodwin
Pour les articles homonymes, voir Kearns et Goodwin.
Doris Kearns Goodwin (née Doris Helen Kearns le 4 janvier 1943 à Rockville Centre dans l'État de New York) est une biographe, historienne et journaliste américaine. Elle est l'auteur de biographies relatives à plusieurs présidents américains, comme Lyndon Johnson and the American Dream, The Fitzgeralds and the Kennedys: An American Saga, No Ordinary Time: Franklin and Eleanor Roosevelt (qui lui valut le Prix Pulitzer pour l'histoire en 1995) et Abraham Lincoln : L'homme qui rêva l'Amérique.

## Œuvres traduites en français
- Abraham Lincoln : L'homme qui rêva l'Amérique, Éditions Michel Lafon, 2012, traduit par Catherine Makarius.

## Distinctions
Elle est élue membre de l'American Antiquarian Society en 2000.